# Myrmeleon januarius
Myrmeleon januarius är en insektsart som först beskrevs av Luisa Eugenia Navas 1916.  Myrmeleon januarius ingår i släktet Myrmeleon och familjen myrlejonsländor. Inga underarter finns listade i Catalogue of Life.